# Schizophyllaceae
Schizophyllaceae Quél. (1888) è una famiglia di funghi appartenente ai Basidiomiceti.

## Descrizione
Famiglia composta da un numero alquanto ridotto di funghi, con aspetto mensoliforme o al più dotati di un gambo rudimentale, che si sviluppano su frammenti legnosi o su legno marcescente. L'imenio è formato da lamelle rudimentali. Hanno carne morbida ed elastica, facilmente disseccabile, ma altrettanto reviviscibile con clima umido. Non vi sono specie commestibili, ma neppure velenose. Sono tutte senza interesse gastronomico.

## Generi
Il genere tipo è Schizophyllum. Altri generi sono:
- Schizophyllopsis
- Pseudoschizophyllum